# I Bet You Think About Me
I Bet You Think About Me è un singolo della cantante statunitense Taylor Swift, pubblicato il 15 novembre 2021 come secondo estratto dall'album in studio Red (Taylor's Version). Il brano vede la partecipazione del cantante Chris Stapleton.

## Descrizione
Il brano, scritto da Taylor Swift e Lori McKenna e prodotto dalla stessa cantante con Aaron Dessner, è uno dei nove inediti presenti nella ristampa del disco.

## Video musicale
Il video musicale del brano è stato pubblicato sul canale YouTube della cantante il 15 novembre 2021, in concomitanza con l'uscita del singolo nelle radio country statunitensi. Nel video, la cantante partecipa a un matrimonio nel ruolo dell'ex fidanzata dello sposo (interpretato da Miles Teller), rovinando la cerimonia in vari modi.

## Classifiche
| Classifica (2021) | Posizione massima |
| ----------------- | ----------------- |
| Australia         | 43                |
| Canada            | 17                |
| Stati Uniti       | 22                |